# Gilbert Allard
Gilbert Allard, souvent cité comme Georges Allard, est un affichiste actif en France de la fin des années 1940 à la fin des années 1960. Il est l'auteur de plus de 80 affiches pour des films distribués en France ; ses affiches sont signées G. ALLARD. Il a réalisé des affiches pour l'agence Publicité Jacques Fourastié. 

## Affiches de cinéma
Gilbert Allard crée pendant une vingtaine d’années des affiches pour quelques-uns des chefs d’œuvre du cinéma des années 1950 et 1960, parmi lesquelles on peut citer (entre autres) Un certain monsieur Jo (1958) de René Jolivet, Orfeu Negro (1959) de Marcel Camus, Le Mépris (1963) de Jean-Luc Godard, Le Journal d’une femme de chambre (1964) de Luis Buñuel, ou encore Le Docteur Jivago (1965) de David Lean et La Nuit des généraux (1967) d’Anatole Litvak.
Les affiches dessinées par Gilbert Allard sont souvent remarquables par la qualité des portraits qu’il brosse de quelques-uns des grands acteurs de l’après-guerre, comme Ursula Andress, Brigitte Bardot, Jean Gabin, Daniel Gélin, Peter O’Toole, Steve McQueen, ou Omar Sharif et Michel Simon.
- 1948 : La Bataille de l'eau lourde réalisé par Jean Dréville et Titus Vibe-Müller (no)
- 1949 : La Rivière rouge, de Howard Hawks

### Années 1950
- 1950 :
  - Les Mines du roi Salomon de Compton Bennett
  - La Renarde, de Michael Powell et Emeric Pressburger
- 1951 :
  - Les Contes d'Hoffmann, de Michael Powell et Emeric Pressburger
  - Trafic de femmes, de Arnold Sjöstrand
- 1953 :
  - Les Aventures de don Juan, de Vincent Sherman
  - Un été avec Monika, de Ingmar Bergman, 160 x 120 cm
  - Un été avec Monika, de Ingmar Bergman, 80 x 60 cm
- 1954 : 
  - Le Blé en herbe, de Claude Autant-Lara
  - Châteaux en Espagne, de René Wheeler
- 1955 :
  - La Belle de Rome, de Luigi Comencini
  - L'Empire du soleil, d'Enrico Gras
  - Gas-oil, de Gilles Grangier
  - Le Moulin des amours, de León Klimovsky
  - Le Paradis des hommes, de Folco Quilici, 4 panneaux, 240 x 320 cm
  - Rendez-vous à Rio, de Ralph Thomas
  - Le Souffle de la liberté, de Clemente Fracassi
- 1956 :
  - Courte Tête, de Norbert Carbonnaux
  - Le Disque rouge, de Pietro Germi
  - La Mauvaise Graine de Mervin LeRoy
  - La Page arrachée, de Guy Green
- 1957 :
  - Donnez-moi ma chance, de Léonide Moguy
  - Intelligence Service, de Michael Powell et Emeric Pressburger
  - Mort en fraude, de Marcel Camus, 4 panneaux, 240 x 320 cm
  - Nuits blanches, de Luchino Visconti, 4 panneaux, 240 x 320 cm
  - Les Tambours de la guerre, de Reginald Le Borg
- 1958 :
  - Les Amants, de Louis Malle
  - La Bigorne, caporal de France, de Robert Darène, 4 panneaux, 240 x 320 cm
  - La Bonne Tisane, de Hervé Bromberger
  - Le danger vient de l'espace, de Paolo Heusch
  - Frankenstein 1970, de Howard W. Koch
  - Les Jeux dangereux, de Pierre Chenal
  - Liberté surveillée, de Henri Aisner, 4 panneaux, 240 x 320 cm
  - Maigret tend un piège, de Jean Delannoy
  - Le Pigeon, de Mario Monicelli
  - Un certain monsieur Jo, de René Jolivet
- 1959 :
  - Le Bossu, d'André Hunebelle
  - Chantage à Soho, de John Lemont (en)
  - Hercule et la reine de Lydie, de Pietro Francisci, 4 panneaux, 240 x 320 cm
  - Les Motards, de Jean Laviron
  - Orfeu Negro, de Marcel Camus
  - Les 39 marches, de Ralph Thomas

### Années 1960
- 1960 :
  - La Ciociara, de Vittorio De Sica
  - Le cirque des horreurs, de Sidney Hayers
  - L'Eau à la bouche, de Jacques Doniol-Valcroze
  - Les Scélérats, de Robert Hossein
  - Les Adolescentes, de Alberto Lattuada
  - Préméditation, de André Berthomieu
  - Propriété privée, de Leslie Stevens
- 1961 : 
  - Le Cid, de Anthony Mann
  - Les Nuits d'Amérique, de Giuseppe Maria Scotese
  - Les Trois mousquetaires - 1ère époque : Les Ferrets de la reine, de Bernard Borderie
  - Les Trois mousquetaires - 2e époque : La Vengeance de Milady, de Bernard Borderie
  - Milliardaire pour un jour, de Frank  Capra
- 1962 : 
  - Geronimo d'Arnold Laven
  - Le Repos du guerrier, de Roger Vadim (modèle A)
  - Le Repos du guerrier, de Roger Vadim (modèle B)
  - Les Amours enchantées, de Henry Levin et George Pal
  - Trique, gamin de Paris, de Marco de Gastyne
- 1963 :
  - Irma la Douce de Billy Wilder
  - L'Immortelle, d'Alain Robbe-Grillet
  - L'Inconnue de Hong Kong, de Jacques Poitrenaud
  - La Grande Évasion de John Sturges
  - Le Grand McLintock, de Andrew V. McLaglen
  - Le Lys des champs, de Ralph Nelson
  - Le Mépris, de Jean-Luc Godard
  - Tom Jones, de Tony Richardson
- 1964 :
  - Cyrano et d'Artagnan, de Abel Gance
  - De l'amour, de Jean Aurel
  - La Femme de paille, de Basil Dearden
  - La ragazza de Luigi Comencini
  - Le Journal d'une femme de chambre, de Luis Buñuel, 160 x 120 cm
  - Le Journal d'une femme de chambre, de Luis Buñuel, 80 x 60 cm
  - Les Mordus de Paris, de Pierre Armand
  - Les Yeux cernés, de Robert Hossein
  - Rien ne va plus, de Jean Bacqué
  - Séduite et Abandonnée, de Pietro Germi
  - Voir Venise et crever de André Versini
- 1965 :
  - La Déesse de feu, de Robert Day
  - Le Chant du monde, de Marcel Camus
  - Le Docteur Jivago, de David Lean
  - Le Kid de Cincinnati, de Norman Jewison
  - Le Majordome, de Jean Delannoy
  - Les Tueurs de San Francisco, de Ralph Nelson
  - Train d'enfer, de Gilles Grangier
  - Un coin de ciel bleu, de Guy Green
- 1966 : 
  - Frontière chinoise, de John Ford
  - Paradiso, hôtel du libre-échange, de Peter Glenville
  - Texas, nous voilà, de Michael Gordon
- 1967 : La Nuit des généraux, de Anatole Litvak
- 1968 : Histoires extraordinaires, de Roger Vadim, Louis Malle et Federico Fellini

### Années 1970
- 1970 : Cannabis, de Pierre Koralnik